# The Man of the Hour
The Man of the Hour er en amerikansk stumfilm fra 1914 af Maurice Tourneur.

## Medvirkende
- Robert Warwick som Henry Garrison.
- Alec B. Francis som George Garrison.
- Ted Burton som Richard Horrigan.
- Eric Mayne som Charles Wainwright.
- Johnny Hines som Perry Carter Wainwright.